# CRC Handbook of Chemistry and Physics

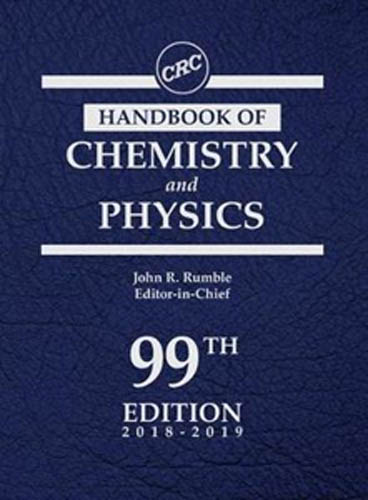
99. Auflage

Das CRC Handbook of Chemistry and Physics von CRC Press (heute Teil der Taylor & Francis Group) ist ein Nachschlagewerk und auch ein Standardwerk der chemischen Literatur und Physik, das seit 1913 regelmäßig neu aufgelegt wird. Es enthält Tabellen mit Stoffeigenschaften von chemischen Verbindungen, mathematische und physikalische Formeln sowie Naturkonstanten. Das englischsprachige Werk hat in der 105. Ausgabe von 2024 etwa 1600 Seiten – die Auflage von 2009 hatte 2804 Seiten. Per kostenpflichtigem Online-Zugang können seine Daten digital abgerufen werden. Die Auflagenstärke des gedruckten Werks lag beispielsweise bei der Ausgabe von 1978 bei über 100.000 Exemplaren.

## Kurzbezeichnungen
Es existieren verschiedene CRC Handbooks, jedoch beziehen sich die Jargonausdrücke CRC, Rubber oder Rubber Handbook meist auf genau dieses Werk. CRC ist die Abkürzung für das ehemalige Unternehmen Chemical Rubber Company, welches sich unter der Firmierung CRC Press auf Publikationen spezialisierte. Das CRC Handbook hat – vor allem in England – auch den Spitznamen rubber bible („Gummibibel“).

## Ausgaben
Die folgende Tabelle gibt eine kompakte Übersicht über einige Auflagen des Handbuchs.

### Übersicht
| Jahr      | Auflage | Editor            | Print                  | Online                                                                |
| --------- | ------- | ----------------- | ---------------------- | --------------------------------------------------------------------- |
| 1913      | 1.      | Kollektiv/CRC     |                        | Nachdruck der 1. Auflage 1913 online im Internet Archive              |
| 1920      | 8.      | Kollektiv/CRC     |                        | 8. Auflage 1920 Online im Internet Archive                            |
| …         | …       |                   |                        |                                                                       |
| 2016/2017 | 97.     | William M. Haynes |                        | ISBN 978-1-4987-5429-3 (eBook) 97. Auflage online im Internet Archive |
| …         | …       |                   |                        |                                                                       |
| 2023/2024 | 104.    | John Rumble       | ISBN 978-1-032-42520-7 |                                                                       |
| Juni 2024 | 105.    | John Rumble       | ISBN 978-1-03-265562-8 | Link zur CHEMnetBASE (kostenpflichtig)                                |

Eine Ausgabe für Studenten „CRC Handbook of Chemistry and Physics, Student Edition“, zuletzt als 84. Auflage im Jahr 2004 erschienen (ISBN 978-0-8493-0597-9), hat 2576 Seiten und kostete 105 US$.

### Editoren
Aktueller Chefredakteur ist der Physikochemiker John Rumble. Er betreut das Buch seit der 98. Ausgabe von 2017 und ist auch für die 105. Auflage, die im Juni 2025 erscheint, zuständig. Frühere Editoren waren Robert C. Weast, David R. Lide (von der 71. Ausgabe 1990 bis zur 90. Auflage 2009), William M. Haynes (von der 91. Ausgabe 2010 bis zur 97. Ausgabe 2016) u. a. David Lide war zuvor von 1969 bis 1988 am National Institute of Standards and Technology Direktor des „NIST Standard Reference Data Program“ (NSRDS) gewesen. John Rumble arbeitete von 1980 bis 2004 für dieses Programm am NIST.

### Online-Ausgabe
Die interaktive Online-Ausgabe (Teil der CHEMnetBASE) ist kostenpflichtig und bietet eine Volltextsuche, linkende Bezeichnungen chemischer Verbindungen, unterstützt beim Erstellen von Grafiken und die Erstellung von Strukturformeln organischer Verbindungen.
Von den bisherigen Print-Ausgaben zurück bis zur 84. Auflage (2003–2004) sind durchsuchbare PDF-Dateien archiviert.
Manche Tabellen, die vor der 84. Auflage zuletzt erschienen sind und dann aus dem Werk herausgenommen wurden, sind ebenso archiviert.

### Sonstige Ausgaben
Anlässlich der Ausgabe der 85. Auflage entschied sich der Verlag zur Ausgabe einer Faksimile-Edition der ersten Auflage von 1913. Das Vorwort dazu schrieb der Chefredakteur David R. Lide. Die Faksimile-Ausgabe hat 116 Seiten.

## Inhalte
Hinweis zur Struktur: Die Seitenbezeichnungen bestehen aus jeweils zwei Teilen, getrennt durch einen kurzen waagrechten Trennstrich ("–"). Der erste Teil nennt den Abschnitt (Kapitel), der zweite Teil ist eine bis zu 3-stellige Seitenzahl, extra gezählt innerhalb des jeweiligen Abschnitts. Diese Formatierung trifft auch auf andere Handbücher zu.

### Kapitel der 97. Ausgabe 2016/2017
1. Basic Constants, Units, and Conversion Factors
2. Symbols, Terminology, and Nomenclature
3. Physical Constants of Organic Compounds
4. Properties of the Elements and Inorganic Compounds
5. Thermochemistry, Electrochemistry, and Solution Chemistry
6. Fluid Properties Biochemistry
7. Analytical Chemistry
8. Molecular Structure and Spectroscopy
9. Atomic, Molecular, and Optical Physics
10. Nuclear and Particle Physics
11. Properties of Solids
12. Polymer Properties
13. Geophysics, Astronomy, and Acoustics
14. Practical Laboratory Data
15. Health and Safety Information
16. Appendix